# Préhistoire de la France

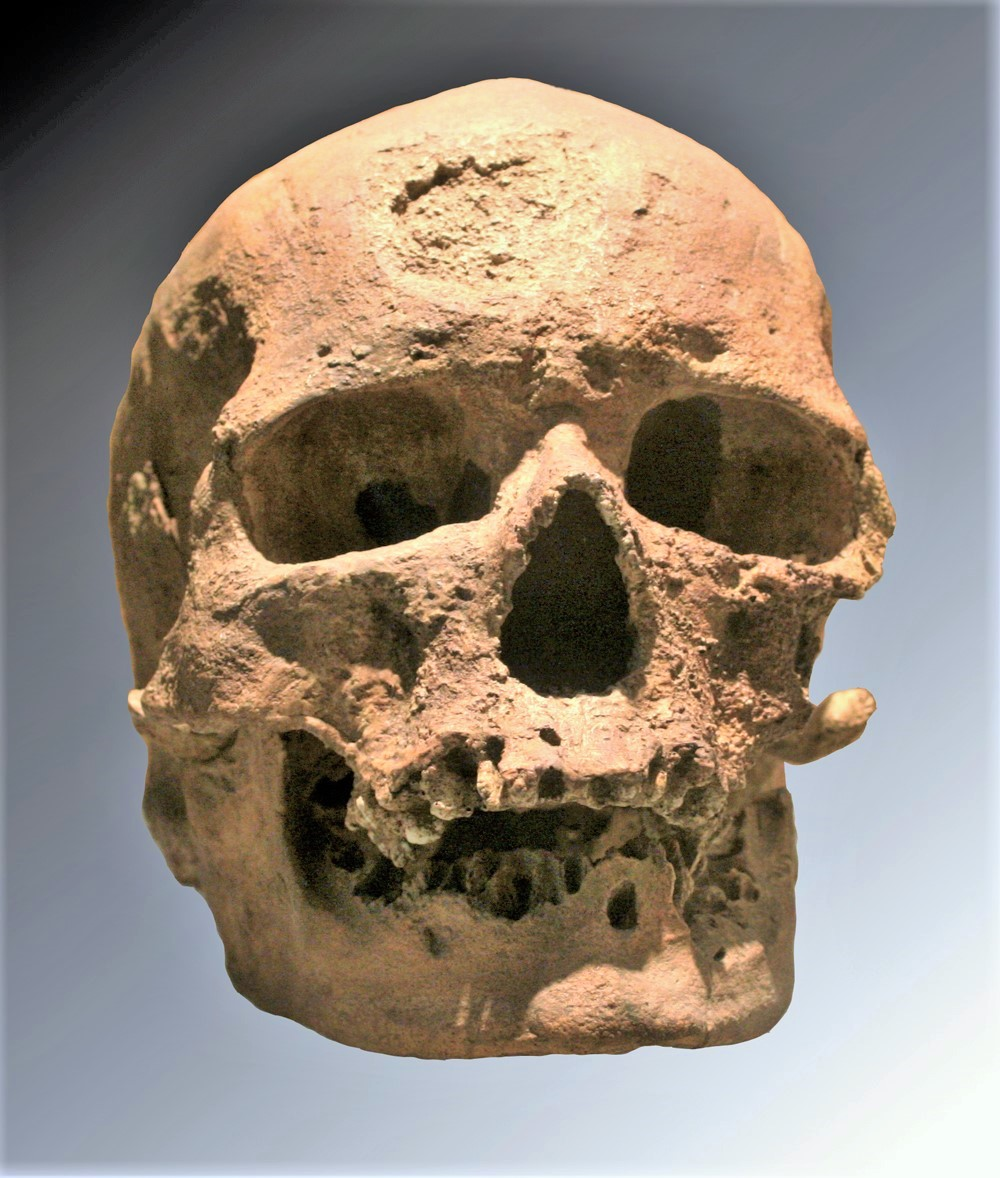
L'Homme de Cro-Magnon (28 000 ans), découvert en 1868 par Louis Lartet.

La Préhistoire de la France est la période qui commence avec la première occupation humaine du territoire actuel de la France et qui s'achève avec la conquête romaine, lorsque le territoire entre dans le domaine de l'histoire écrite.
Le Pléistocène est caractérisé par de longues périodes glaciaires accompagnées de régressions marines, entrecoupées à intervalles plus ou moins réguliers par des stades interglaciaires plus cléments mais plus courts. Les populations humaines sont alors constituées de groupes de chasseurs-cueilleurs nomades. Plusieurs espèces humaines se succèdent sur le territoire actuel de la France jusqu'à l'arrivée de l'Homme moderne au Paléolithique supérieur.
La première trace d'occupation humaine en France est datée de plus de 1,1 million d'années. Le premier homme fossile connu est l'Homme de Tautavel, à partir de 570 000 ans. L'Homme de Néandertal, dont les plus anciens fossiles sont datés de 430 000 ans à Atapuerca, en Espagne, est attesté en France à partir d'environ 335 000 ans avant le présent. Homo sapiens lui succède à partir de 42 000 ans avant le présent. Il est l'auteur d'un riche art pariétal et mobilier.
Au Néolithique, qui commence dans le sud de la France au milieu du VIe millénaire av. J.-C., apparaissent l'agriculture et l'élevage, qui renforcent la sédentarisation des hommes. Ces innovations sont apportées par deux courants migratoires venus de l'est : celui de la céramique cardiale, par la côte méditerranéenne, et celui de la culture rubanée, par la vallée du Danube. Les premiers mégalithes sont érigés au milieu du Ve millénaire av. J.-C. et se multiplient par la suite jusqu'au Néolithique final.
La recherche préhistorique a commencé sur le territoire français au début du XIXe siècle. Elle a bénéficié des travaux de pionniers comme Paul Tournal, Jacques Boucher de Perthes et Jean-Baptiste Noulet, puis de grands chercheurs comme Henri Breuil, François Bordes et André Leroi-Gourhan.

## Paléolithique archaïque
Le Paléolithique archaïque débute en France il y a plus d'un million d'années avec les premières occupations humaines trouvées sur le territoire. Les industries de cette époque sont de type Oldowayen, également appelées de mode 1, constituées de galets aménagés et d'éclats de débitage.
5 sites préhistoriques en France sont datés entre 1 et 1,2 million d'années :
- le Bois-de-Riquet, à Lézignan-la-Cèbe, dans l'Hérault (1,2 Ma), découvert en 2008
- la grotte du Vallonnet, à Roquebrune-Cap-Martin, dans les Alpes-Maritimes (1,15 Ma), découvert en 1958
- la Terre-des-Sablons, à Lunery-Rosières, dans le Cher (1,15 Ma),
- Pont-de-Lavaud, à Éguzon-Chantôme, dans l'Indre (1,05 Ma),
- Pont-de-la-Hulauderie, à Saint-Hilaire-la-Gravelle, dans le Loir-et-Cher (1 Ma).

Après 1 million d'années et avant l'apparition de l'Acheuléen, on peut encore mentionner les sites oldowayens de Soleilhac, à Blanzac, en Haute-Loire, et de la grotte de Pradayrol, à Caniac-du-Causse, dans le Lot.
Tous ces sites n'ont livré aucun fossile humain associé à l'industrie lithique mise au jour, et on ne connait donc pas l'espèce humaine qui en est l'auteur.

## Paléolithique inférieur

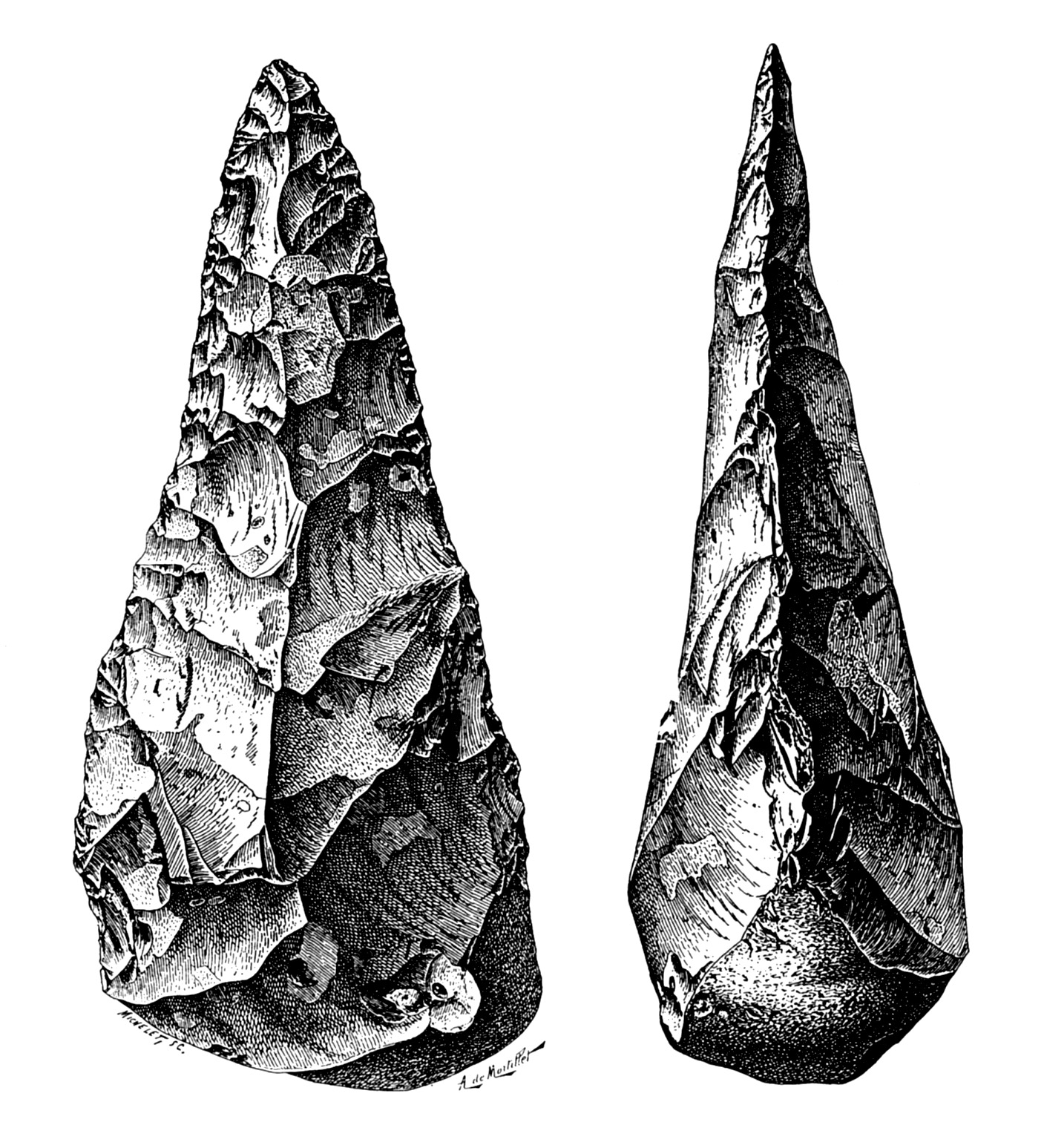
Biface acheuléen du site éponyme de Saint-Acheul

Aux premières industries lithiques à galets aménagés succède l'Acheuléen. Cette industrie doit son nom au site français de Saint-Acheul, à Amiens, et comprend des bifaces et des hachereaux.
Le Paléolithique inférieur débute en France il y a au moins 760 000 ans avec l'apparition sur le territoire de l'industrie acheuléenne.
Les sites acheuléens les plus anciens de France sont :
- Le Bois-de-Riquet, à Lézignan-la-Cèbe, dans l'Hérault (760 ka), découvert en 2008
- La Noira, à Brinay, dans le Cher (665 ka)
- Le Moulin Quignon et la carrière Carpentier, à Abbeville, dans la Somme (650 à 600 ka).

Parmi les sites français acheuléens plus récents, on peut mentionner la caune de l'Arago (450 à 400 ka), Terra Amata (380 ka), et Menez Dregan. Ce dernier site abrite l'un des plus anciens foyers aménagés connus en Europe, daté d'environ 400 000 ans. Il a livré une industrie nommée Colombanien, qui s'étendrait autour de la Péninsule armoricaine. Le Clactonien est une industrie définie par Henri Breuil. Il la considérait comme contemporaine de l'Acheuléen en Europe du Nord-ouest. Ne présentant pas de bifaces, elle est désormais plutôt considérée comme un faciès particulier de l'Acheuléen.
Les plus anciens ossements fossiles connus en France, attribués à Homo heidelbergensis, sont ceux de l'Homme de Tautavel, datés de 570 000 à 400 000 ans, mis au jour depuis 1965 à la caune de l'Arago, dans les Pyrénées-Orientales.

## Paléolithique moyen
La principale culture du Paléolithique moyen en Europe et au Moyen-Orient est le Moustérien, dont le site éponyme est Le Moustier (Dordogne). En France, elle est l'œuvre des Néandertaliens. Ces derniers auraient évolué en Europe à partir d'Homo heidelbergensis.
En France, les sites moustériens les plus anciens sont datés entre 350 et 300 000 ans :
- Les Fieux, à Miers, dans le Lot (340 ka)[3]
- Le Petit-Bost, à Neuvic, en Dordogne (325 ka)[4]

Le Moustérien a été divisé en plusieurs faciès technologiques (Moustérien de type Quina, Moustérien de tradition acheuléenne, etc.) dont les interprétations sont nombreuses et controversées. Le Moustérien est marqué par la généralisation d'une innovation technique dans les méthodes de débitage de la pierre avec la méthode Levallois, nommée d'après les industries lithiques de Levallois-Perret. François Bordes et d'autres auteurs l'ont définie comme une méthode de débitage caractérisée par une préparation préalable du nucléus impliquant une prédétermination de l'éclat recherché. Ces définitions ont été développées par Éric Boëda pour inclure les modalités récurrentes permettant le débitage de plusieurs éclats Levallois prédéterminés successifs aux dépens d'un même nucléus préparé.
Les premières sépultures néandertaliennes identifiées ont été découvertes à La Chapelle-aux-Saints en 1908 (70 ka) puis à La Ferrassie en 1909. Elles ont apporté des arguments majeurs concernant la capacité des Néandertaliens à développer des croyances métaphysiques,, conférant à cette espèce une forme d'humanité alors qu'on lui prêtait jusqu'alors volontiers des caractères plutôt archaïques.
On a trouvé des preuves de cannibalisme chez les Néandertaliens sur les sites de Moula-Guercy et des Pradelles,.
Le plus ancien fossile néandertalien connu en France a été trouvé en 1998 dans la grotte de Pradayrol, à Caniac-du-Causse, dans le Lot. Une incisive néandertalienne y a été datée de 335 000 ans.

## Paléolithique supérieur
Le Paléolithique supérieur débute en France vers 45 000 ans avant le présent (AP) avec le Châtelperronien, du nom du site français de Châtelperron, dans l'Allier. Présente à Arcy-sur-Cure, dans l'Yonne, de 45 000 à 41 300 ans AP, mais surtout dans le sud-ouest de la France, cette industrie est généralement attribuée aux derniers Néandertaliens. Le Châtelperronien est caractérisé par les premiers éléments de parure européens ainsi que par le développement de l'industrie sur matière dure animale (os, bois).
Homo sapiens s'étend sur le territoire français à partir de l'Europe centrale, où il est attesté il y a 43 000 ans. Il apporte avec lui l'industrie aurignacienne, dont le site éponyme est la grotte d'Aurignac, en Haute-Garonne, au pied des Pyrénées. Les Néandertaliens disparaissent du territoire actuel de la France aux alentours de 32 000 ans AP. En France, l'Aurignacien est caractérisé par l'une des plus anciennes grottes ornées au monde, la grotte Chauvet. Datée d'environ 31 000 ans avant le présent, son dispositif pariétal témoigne d'une complète maitrise technique et artistique, brisant les idées jusqu'alors établies d'une progression de l'art paléolithique depuis des expressions abstraites jusqu'au réalisme.

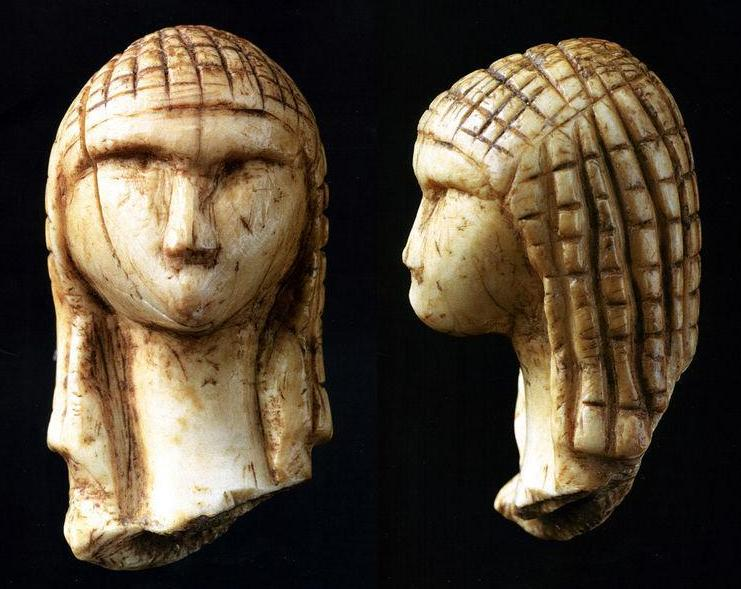
La Dame de Brassempouy

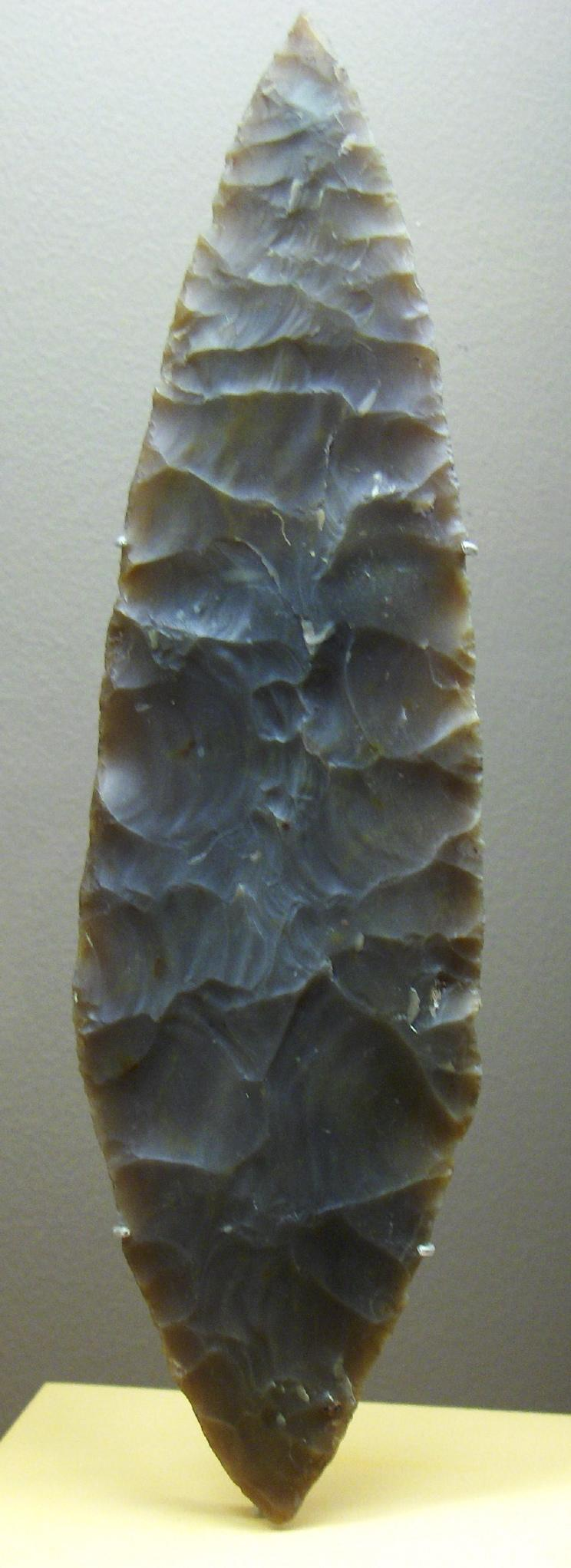
Feuille de laurier solutréenne

À l'Aurignacien succède le Gravettien à partir de 31 000 ans avant le présent. Alors qu'il s'étend sur toute l'Europe, il doit aussi son nom à un site français, La Gravette (Bayac, Dordogne). Le Gravettien est surtout connu pour la généralisation des statuettes anthropomorphes dites « Vénus paléolithiques », bien que quelques exemples de ce type de représentation féminine apparaissent dès l'Aurignacien. En France, la fameuse dame de Brassempouy est attribuée au Gravettien.
Le Solutréen, dont le site éponyme est la Roche de Solutré (Saône-et-Loire), apparait aux alentours de 22 000 ans avant le présent et est présent dans la zone franco-cantabrique. Toutefois, le nord de la France est quasi-inhabité puisqu'on est alors en plein maximum glaciaire. Les sites solutréens les plus septentrionaux se trouvent dans le sud du bassin parisien et en Mayenne. Cette culture est caractérisée par des éléments lithiques d'une étonnante finesse comme les feuilles de laurier. L'aiguille à chas et le propulseur seraient deux innovations majeures de cette période.
Le Badegoulien apparait vers 18 000 ans avant le présent et sa zone de répartition est à peine plus étendue que celle du Solutréen.
Le Magdalénien apparait vers 17 000 ans avant le présent. Il est marqué par l'utilisation du harpon, la généralisation du propulseur ainsi que de l'art figuratif sur les outils en matières dures animales. L'art magdalénien est en général caractérisé par son grand réalisme, avec une attention particulière portée au rendu du mouvement. La grotte de Font-de-Gaume est un exemple de site magdalénien célèbre pour son art pariétal.

## Mésolithique
Le réchauffement climatique conduit d’autre part à une remontée du niveau marin, qui modifie profondément le nord-ouest de l’Europe, provoquant notamment l’inondation de la Manche.
Les hommes et les femmes du mésolithique demeurent des chasseurs-pêcheurs-cueilleurs. Ils chassent un gibier de taille plus modeste mais sans doute beaucoup plus abondant que la période précédente. On trouve constamment, en des proportions différentes selon les sites, des restes de cerf, de chevreuil et de sanglier. L’abattage concerne une vaste gamme d’animaux, variant selon les régions (aurochs, renard, bouquetin, oiseaux, fouine…). Les armes de chasse sont particulièrement sophistiquées, les pointes de silex avec des barbelés datant de cette époque. Le Mésolithique est par excellence la période d’utilisation de l’arc : les hampes des flèches sont armées de petites armatures en silex qui pénètrent mieux dans la proie chassée et y restent plantées. Apparaissent également les premiers outils à emmanchements complexes, mais aux formes variables.
Le Mésolithique se caractérise aussi par sa maîtrise de la navigation côtière. Les cours d’eau sont parcourus grâce a des pirogues. Des bateaux ont permis le peuplement de la Corse avant le VIIe millénaire. Des signes de domestication du chien sont présents notamment dans les Bouches-du-Rhône ou en Bretagne. Les techniques de pêche sont très élaborées avec des hameçons ou les harpons en os.

## Néolithique

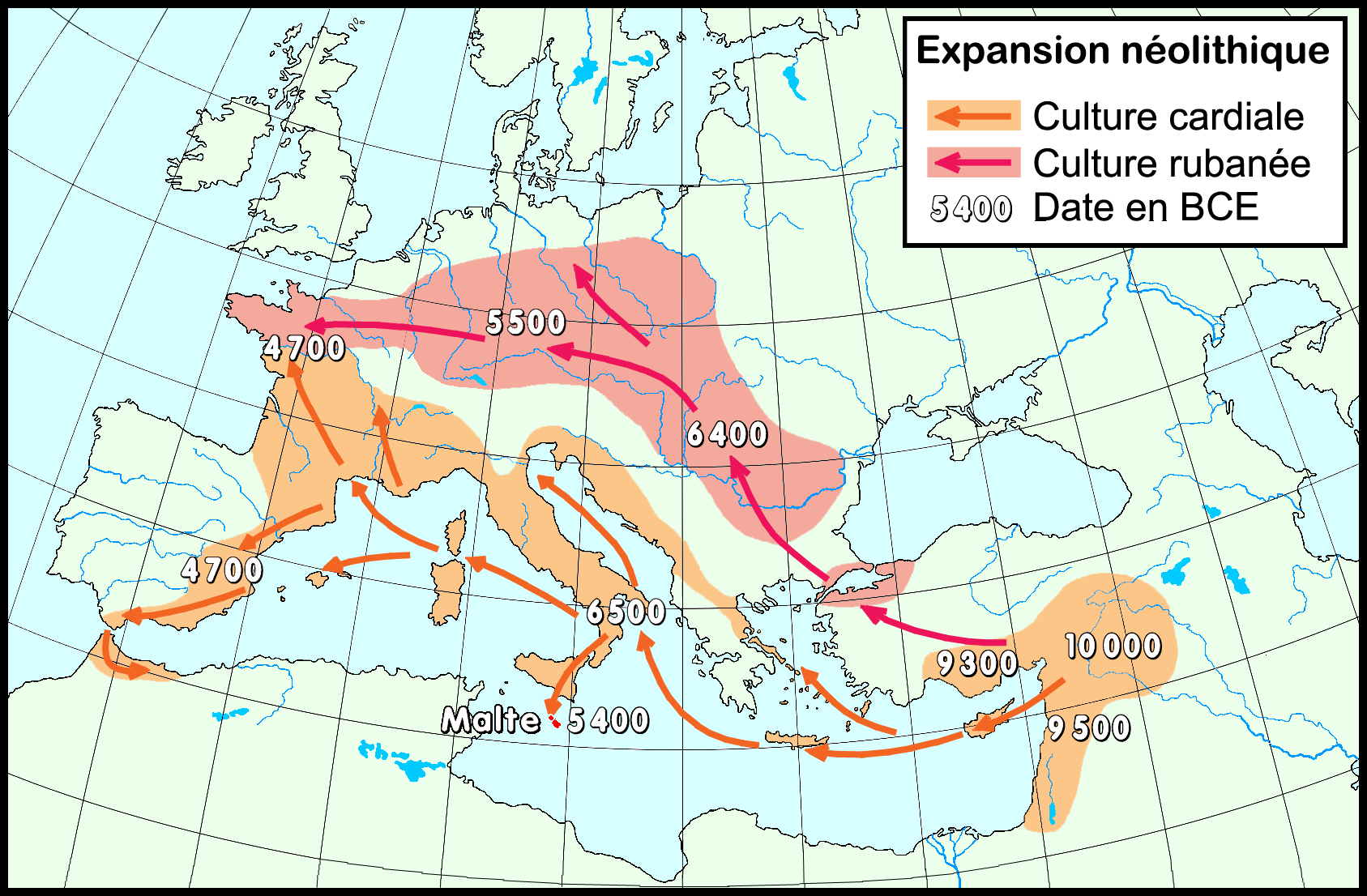
Expansion néolithique de la culture de la céramique cardiale et de la culture rubanée en Europe d'après l'archéologie

L'agriculture et l'élevage ont été apportés en France, comme dans le reste de l'Europe, par des populations venues d'Anatolie, qui se sont établies en Grèce et dans les Balkans à partir d'environ 6400 av. J.-C., avant de s'étendre progressivement vers l'Ouest. Ces populations ont connu un mélange mineur avec des populations de chasseurs-cueilleurs rencontrés sur le chemin, probablement dans les Balkans, en amont de leur séparation.
La diffusion du Néolithique se fait par le biais de deux courants majeurs. Le premier concerne la majeure partie des régions méditerranéennes : c’est le courant de la céramique cardiale (dit aussi courant de la céramique imprimée ou méditerranéen). Le second, qui concerne l’Europe continentale, est le courant de la céramique rubanée (dit aussi courant LBK ou danubien ou continental). Ces deux courants se sont rejoints sur le territoire de la France actuelle.
La discontinuité entre les derniers groupes de chasseurs cueilleurs et les premiers agriculteurs est assez prononcée dans le sud de la France, en raison des différences stylistiques marquées des dernières industries des lames et trapèzes des chasseurs cueilleurs et des premiers ensemble d'outils néolithiques. Ces écarts plaident en faveur d'un changement culturel et démographique. Des assemblages mixtes successifs, ou de rares récurrences mésolithiques au sein de séquences néolithiques, n'apparaissent que dans les Alpes du Sud, au moins trois siècles après la colonisation pionnière des côtes méditerranéennes.

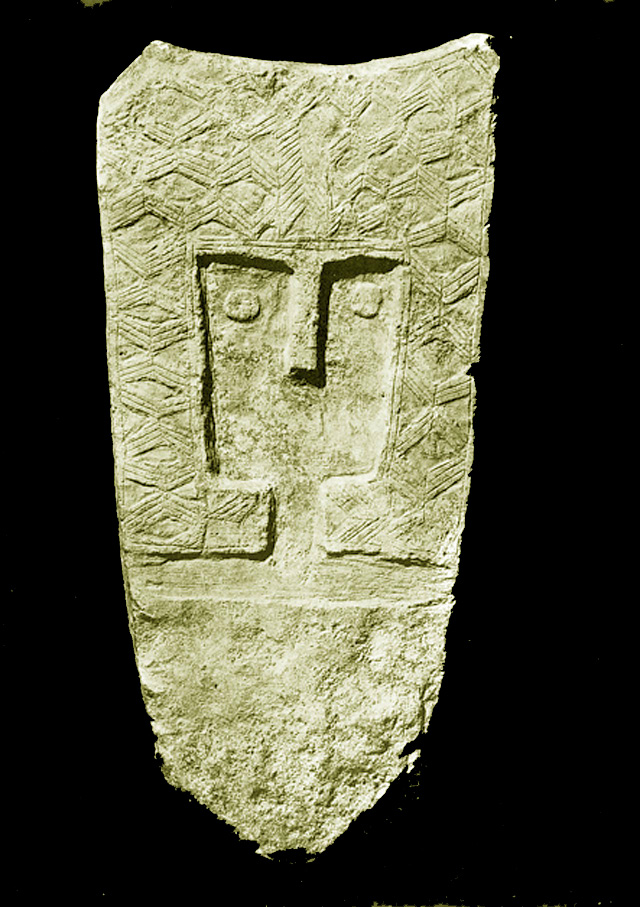
Stèle de Lauris, Vaucluse (-3000 / -2800), culture du groupe de Lagozza

Il existe un fossé chronologique prononcé entre la colonisation du sud-est de la France par les groupes pionniers du complexe cardiale-imprimée (terminus post quem 5850 avant notre ère) et du nord-est de la France par la culture rubanée (5300 avant notre ère). Il a été suggéré que la concordance des deux principaux courants de l'expansion néolithique ouest-européenne jusqu'aux côtes atlantiques et le degré d'interaction avec les sociétés mésolithiques autochtones pourraient avoir créé la diversité observée dans la culture matérielle dans la région au cours des siècles suivants. Une étude d'ADN mitochondrial menée sur des agriculteurs du bassin parisien a ainsi mis en évidence une quantité plus élevée d'haplogroupes mitochondriaux caractéristiques des populations de chasseurs cueilleurs (notamment U5) que celle décrite pour les régions d'Europe centrale ou méridionale.
Les premiers agriculteurs n'ont connu qu'un mélange limité avec les chasseurs-cueilleurs locaux avant de coloniser et peupler une grande partie du territoire. Comme dans le reste de l'Europe on observe une augmentation de l'ascendance des chasseurs cueilleurs durant le néolithique. Toutefois, le territoire de la France d'aujourd'hui offre une situation différente par rapport à d'autres régions d'Europe. La proportion d'ascendance chasseurs-cueilleurs y est la plus élevée dans l'ensemble, mais elle se trouve également chez les individus du début du Néolithique des sites du sud du pays. Cette observation est également appuyée par des marqueurs uniparentaux. Les lignées de chromosomes Y chez les premiers agriculteurs occidentaux de la région sud sont exclusivement dérivées de l'haplogroupe caractéristiques des chasseurs cueilleurs I2a. Les résultats de l'ADN mitochondrial montrent un profil de diversité néolithique plus universel avec seulement deux haplotypes (U5 et U8) qui sont potentiellement d'origine chasseurs cueilleurs. Ainsi, les individus du sud de la France ne se regroupent pas avec les individus de la culture de la céramique imprimée de la région adriatique.
Certains individus du néolithique moyen situés immédiatement à l'ouest du Rhin montrent également une proportion élevée de la composante d'ascendance chasseurs cueilleurs contrairement aux sites de la culture rubanée à l'est du Rhin. les individus mâles d'Obernai portent exclusivement les haplogroupes des chromosomes Y I2a1a2 et C1a2b, attribués aux groupes chasseurs cueilleurs, fournissant des preuves supplémentaires d'une plus grande quantité de la contribution chasseurs cueilleurs dans cette région.

## Âge du bronze
La population de fermiers néolithiques va être presque totalement remplacée ou assimilée par l'arrivée de nouvelles populations, de la fin du Néolithique au début de l'Âge du bronze. Comme pour la colonisation par les fermiers néolithiques, cette migration n'est pas propre au seul territoire français mais concerne l'ensemble de l'Europe. Une migration très importante s'est produite depuis la steppe pontique (culture Yamna) vers le centre de l'Europe, puis les autres parties de l'Europe à partir de 3000 av. J.-C., Cette migration a joué un rôle clé dans la diffusion de la culture campaniforme,.
Ces pasteurs nomades locuteurs des langues indo-européennes se caractérisent notamment par la maîtrise du cheval, l'invention de la roue, l'introduction de technologies métallurgiques du bronze et par la mise en place de nouvelles structures sociales. Cet ensemble d'innovations aurait favorisé les sociétés indo-européennes et leurs descendants.

### Chronologie
En France, les premières études sur l'Âge du bronze datent du XIXe siècle. Le Manuel d'archéologie préhistorique, celtique et gallo-romaine, de Joseph Déchelette, paru en 1910, constitua longtemps la référence pour l'étude de cette période.
En 1954, Jean-Jacques Hatt proposa pour la France une subdivision de l'Âge du bronze, première chronologie qu'il délaissa pour une seconde chronologie publiée en 1958 dans le Bulletin de la Société préhistorique française,. Ce quatrième exposé présentait une division de l'Âge du bronze en trois parties, le Bronze ancien, le Bronze moyen et le Bronze final,,. Cette tripartition a servi de référence à la majorité des études ultérieures sur l'Âge du bronze en France,. Les bornes étaient alors fixées ainsi :

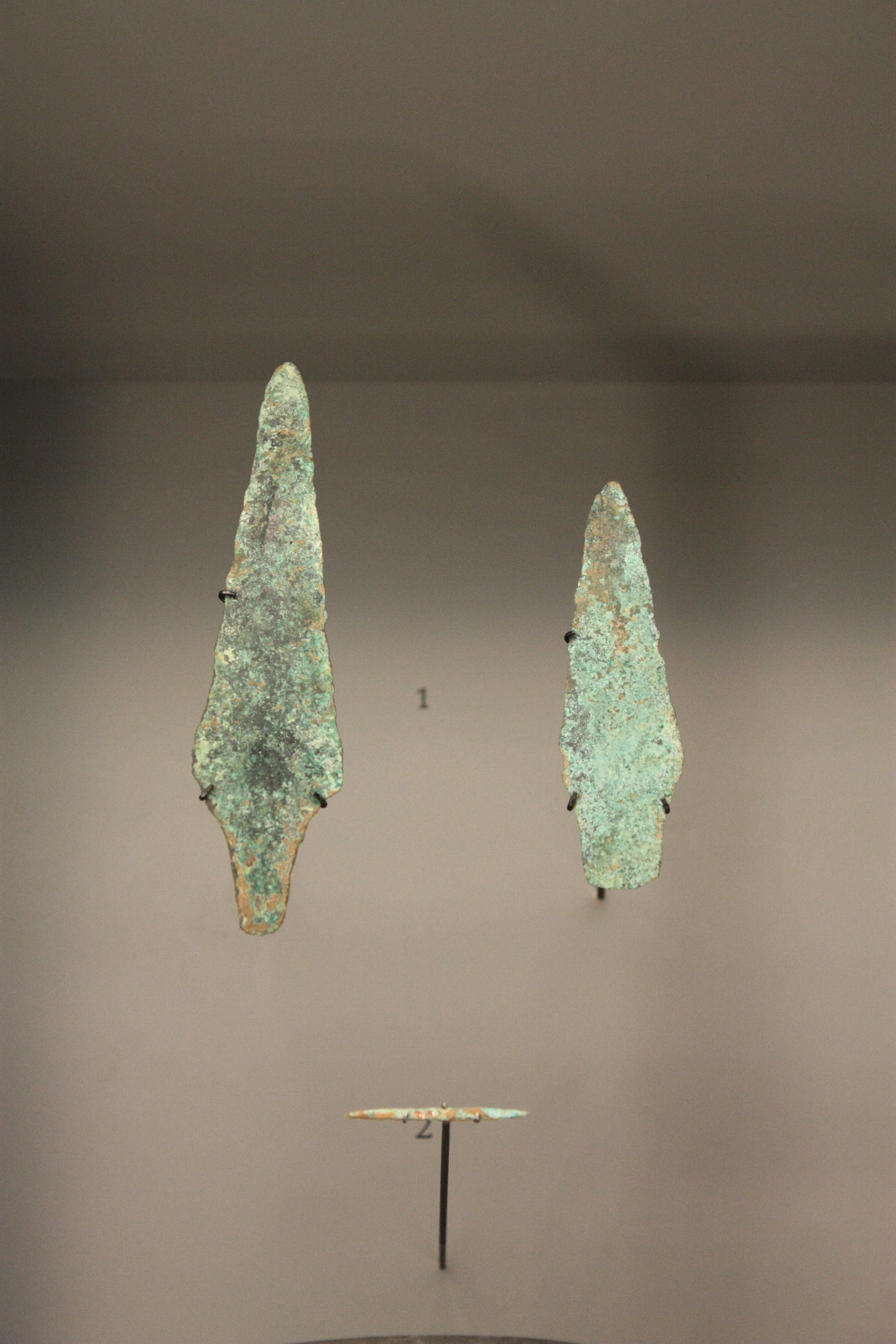
Poignards campaniformes en cuivre. En dessous : Alêne en cuivre. Néolithique final. Grotte du Rhinocéros 4, Péret (Hérault).

- Bronze ancien : 1800 à 1400 av. J.-C. environ.
  - époque I : 1800 à 1700 av. J.-C. environ.
  - époque II : 1700 à 1600 av. J.-C. environ.
  - époque III : 1600 à 1400 av. J.-C. environ.
- Bronze moyen : 1500 à 1100 av. J.-C. environ.
  - époque I : 1500 à 1400 av. J.-C. environ.
  - époque II : 1400 à 1300 av. J.-C. environ.
  - époque III : 1300 à 1100 av. J.-C. environ.
- Bronze final : 1200 à 700 av. J.-C. environ.
  - époque I : 1200 à 1100 av. J.-C. environ.
  - époque II : 1100 à 850 av. J.-C. environ.
  - époque III : 850 à 700 av. J.-C. environ.

Caractéristiques de chacune des grandes subdivisions :
- bronze ancien : il correspond à l'introduction de la métallurgie du bronze en France depuis l'Europe centrale.
- bronze moyen : appelé aussi l'« âge du bronze véritable »[25], il correspond à la culture des tumulus proto-celtiques qui apparait vers 1500 av. J.-C. en France.
- bronze final : il est marqué par la culture de Hallstatt et par la culture des champs d'urnes. Il commence en Europe de l'Ouest comme en France vers le XIIe siècle av. J.-C.[26].

## Âge du fer

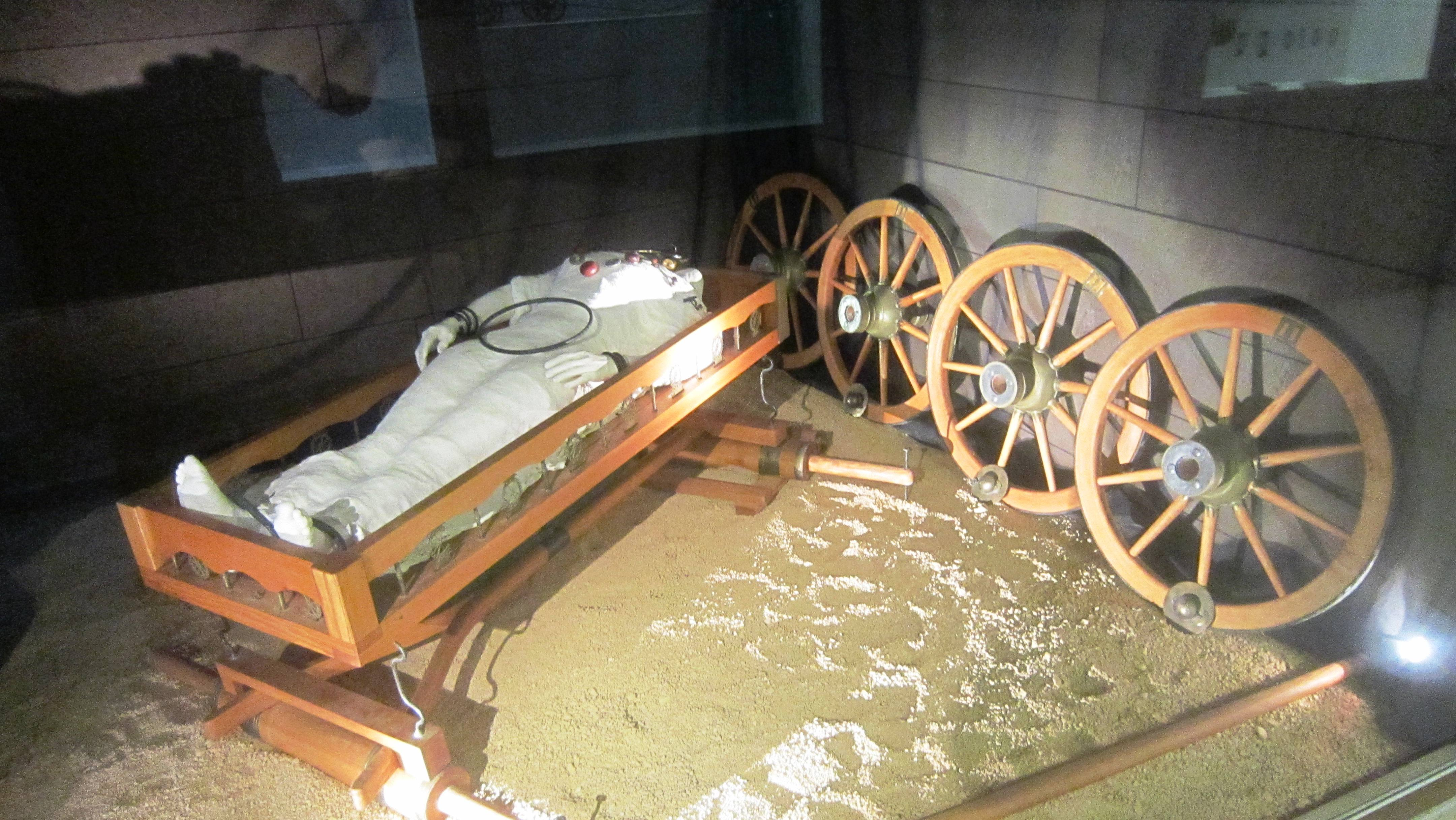
La tombe de Vix (reconstitution au musée du Châtillonnais)

Au Ier millénaire av. J.-C. se succèdent les cultures celtiques de l'Âge du fer, d'abord la culture de Hallstatt puis celle de La Tène.
Les études génétiques ont montré que les individus de l'âge du bronze et ceux de l'âge du fer se regroupent dans des profils génétiques proches des populations actuelles d'Europe centrale. L'âge du fer n'est pas lié à un nouveau flux de gènes, ce qui semble indiquer qu'il correspond en France à une diffusion culturelle et non pas démique,. Ces conclusions sont en adéquation avec les théories qui font émerger les Celtes de populations issues de la culture campaniforme. Néanmoins, étant donné la grande homogénéité des profils génétiques en Europe à cette période, une migration intra-européenne est difficile à mettre en évidence.
Au IIe siècle av. J.-C., les Romains désignent ce territoire comme la Gaule, puis le conquièrent entièrement entre 58 et 51 av. J.-C.